# كارل فرديناند براون
كارل فرديناند براون (Karl Ferdinand Braun) عاش في الفترة بين (6 يونيو 1850 - 20 أبريل 1918) مخترع ألماني وعالم طبيعيات حائز على جائزة نوبل في الفيزياء. ساهم براون بشكل كبير في تطوير تكنولوجيا الإذاعة والتلفزيون، تقاسم مع غولييلمو ماركوني في 1909 جائزة نوبل في الفيزياء.

## السيرة الذاتية
ولد براون في فولدا، ألمانيا، وتلقى تعليمه في جامعة ماربورغ وحصل على شهادة الدكتوراه من جامعة برلين في عام 1872. في عام 1874 اكتشف أن أشباه الموصلات تصحح التيار المتردد وأصبح مديرا لمعهد الطبيعة وأستاذ الفيزياء في جامعة ستراسبورغ في 1895.
في عام 1897 بنى أول أنبوب لأشعة الكاثود (CRT) وأنبوب أشعة الكاثود راسم الذبذبات. وتعتبر تكنولوجيا (CRT) هي الوحيدة الآن في الألفية، لاحقا حلّت محلها تدريجيا تقنيات الشاشة المسطحة (مثل شاشات الكريستال السائل (LCD)، والصمام الثنائي الباعث للضوء (LED)، وشاشات البلازما) المستخدمة في أجهزة التلفزيون وشاشات الكمبيوتر . ولا يزال يسمى (CRT) ب-- "أنبوب براون" في الدول الناطقة بالألمانية وكذلك في اليابان.
خلال تطوير جهاز الراديو، عمل أيضا على الإرسال التلغرافي اللاسلكي. في عام 1897 انضم فرديناند براون بخط رواد اللاسلكية. وكانت أكبر مساهماته إدخال دائرة ضبط مغلقة في جزء توليد الإرسال وفصلها عن الجزء المشع (الهوائي) عن طريق التوصيل الحثي، وفيما بعد عن طريق استخدام البلورات للاستقبال. تطلب التلغراف اللاسلكي اهتمام الدكتور براون بشكل كامل في عام 1898، ولسنوات عديدة بعد ذلك، كرس نفسه لمهمة حل مشاكلها. الدكتور براون كتب بشكل موسع حول مواضيع اللاسلكية وكان معروفا كذلك من خلال مساهماته العديدة في مجال الكهرباء والمجالات العلمية الأخرى. وفي عام 1899 طلب الحصول على براءاة الاختراع في التلغراف الكهربائي عن طريق المكثفات الكهربائية والاستقراء ونقل الإشارات الاسلكية عبر السطوح.
حوالي عام 1898، اخترع المقوم الكريستالي، توصل رواد العمل على الأجهزة اللاسلكية في نهاية المطاف إلى حد المسافة التي يمكن أن تغطي. فتوصيل الهوائي مباشرة إلى شرارة الفجوة أنتج فقط قطار نبض بطيء.
دائرة براون سمحت بفترة أطول من التذبذبات المستمرة. وعن طريق توصيل الهوائي الحثي أصبح المبرد موصل بشكل أفضل بالمولد. وكانت النتيجة إشارات أقوى وفرق تردد أقل مكن الإشارات من تغطية مسافة أكبر بكثير.
تم استخدام براءة اختراع براون البريطانية في مجال الرنين بواسطة ماركوني في العديد من براءات اختراعه في نفس المجال، واعترف ماركوني في وقت لاحق لبراون نفسه بأنه «استعار» أجزاء من أعماله،
في عام 1909 تقاسم براون جائزة نوبل للفيزياء مع ماركوني «للمساهمات في تطوير التلغراف اللاسلكي»
أجرى براون تجاربه في البداية في جامعة ستراسبورغ. وقد تمكن من الوصول إلى مسافة 42 كيلومترا من مدينة ماتزينج. و في ربيع عام 1899 ذهب براون برفقة زملائه كانتور وزينيك لكوكسهافن لمواصلة تجاربهم في بحر الشمال. وفي 24 سبتمبر تم تبادل إشارات التلغراف الإذاعية 1900 بانتظام مع جزيرة هيليغولاند على مسافة 62 كيلومترا.
ذهب براون إلى الولايات المتحدة في بداية الحرب العالمية الأولى (قبل دخول الولايات المتحدة في الحرب) للمساعدة في الدفاع عن محطة لاسلكية في ساي فيل الألمانية، ضد الهجمات من قبل شركة ماركوني البريطانية التي تسيطر عليها، وبعد دخول الولايات المتحدة الحرب، كان محتجزا، ولكن سمح له بالتحرك بحرية داخل بروكلين، نيويورك. توفي في منزله في بروكلين، وذلك قبل انتهاء الحرب في 1918.

### براءات الاختراع:-

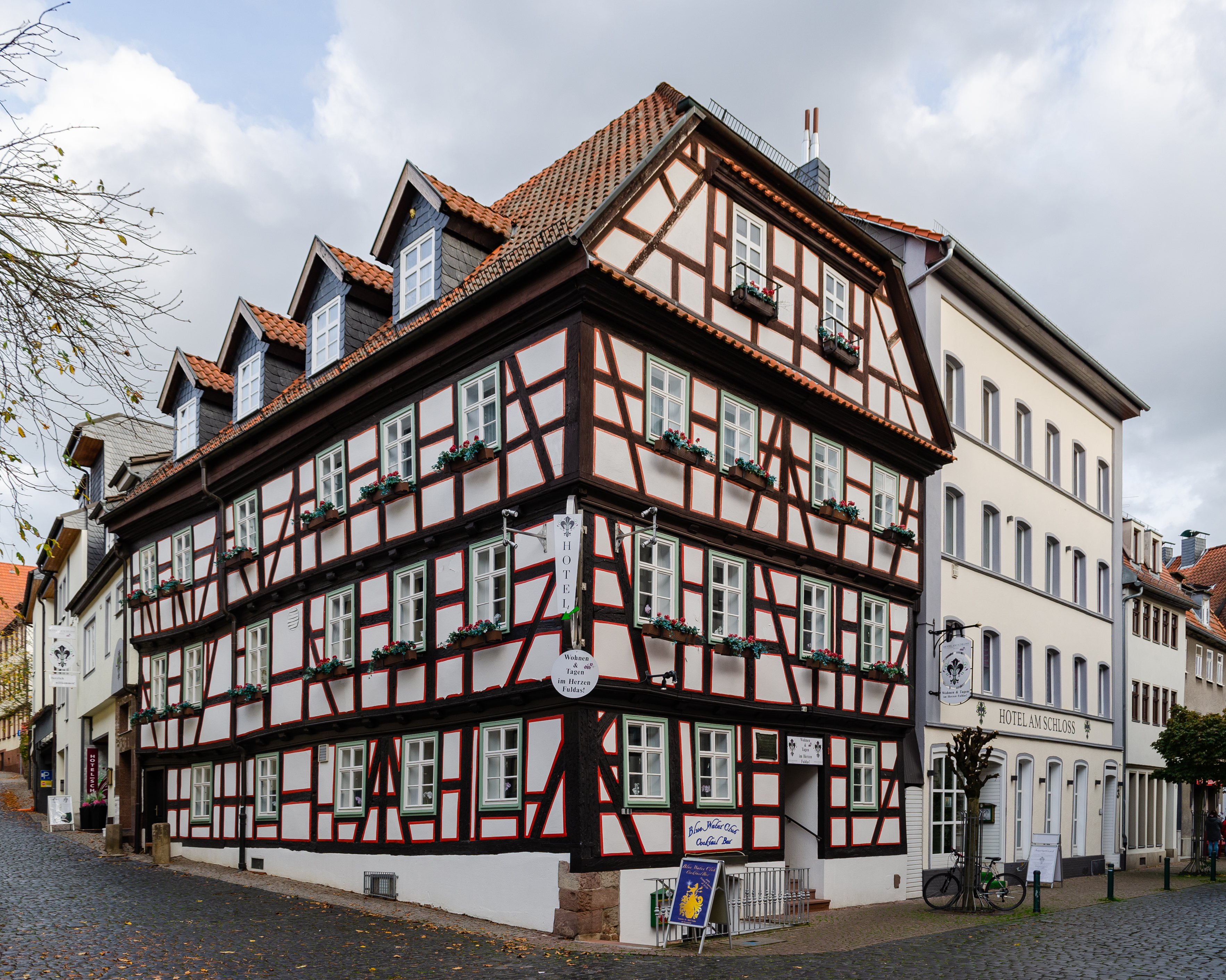
مسقط رأس فرديناند براون في فولدا

1. براءة الاختراع الأمريكية، في مجال النقل اللاسلكي للإشارات فوق السطوح.
2. مسقط رأس فرديناند براون في فولدا براءة الاختراع الأمريكية، في مجال وسائل ضبط وتعديل الدوائر الكهربائية.